# Čierny Váh (vodní nádrž)
Čierny Váh (česky: Černý Váh) je údolní přehradní nádrž na Liptově na Slovensku, která byla vybudovaná na středním toku Černého Váhu v 2. polovině 20. století. Je součástí Vážské kaskády. Nádrž má objem 3,7 mil. m³ vody. Vodní dílo se skládá ze dvou nádrží, přičemž horní nádrž byla vybudována na krasové plošině Vyšné Sokoly v nadmořské výšce 1160 m a má obsah 3,7 mil. m3 dolní nádrž je v nadmořské výšce 733 m a má obsah 3,7 mil. m3. Spád je 428 až 391 m.

## Využití
Přečerpávací vodní elektrárna je největší elektrárnou svého druhu na Slovensku. Elektrárna byla uvedena do provozu v roce 1981 a má výkon 735 MW a jedná se o nejvýkonnější vodní elektrárnu na Slovensku. Průměrná roční produkce elektrické energie je 370,8 GWh. Elektrárna má sedm vodních turbín a jedna je Kaplanova (0,76 MW) a dalších šest jsou Francisovy (všechny mají výkon 122,4 MW).

## Popis
Elektrárna je umístěna v údolí řeky Čierný Váh, asi 10 km nad soutokem s Bielym Váhom, mezi osadami Hybe a Svarín. Při plném využití elektrárny stačí akumulační nádrž na šest hodin provozu a naplnit ji je možno za osm. 